# هفتاد و ششمین دوره جوایز اسکار
هفتاد و ششمین دوره مراسم اعطای جوایز اسکار (انگلیسی: 76th Academy Awards) در ۲۹ فوریه ۲۰۰۴ در سالن تئاتر دالبی، هالیوود، لس‌آنجلس برگزار شد. در این مراسم بهترین فیلم‌های سال ۲۰۰۳ جهان به انتخاب آکادمی علوم و هنرهای تصاویر متحرک جایزه گرفتند.
بیلی کریستال مجری این مراسم بود.

## جوایز

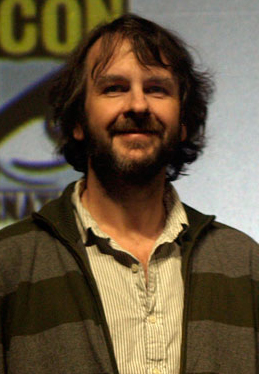
پیتر جکسون، Best Director winner

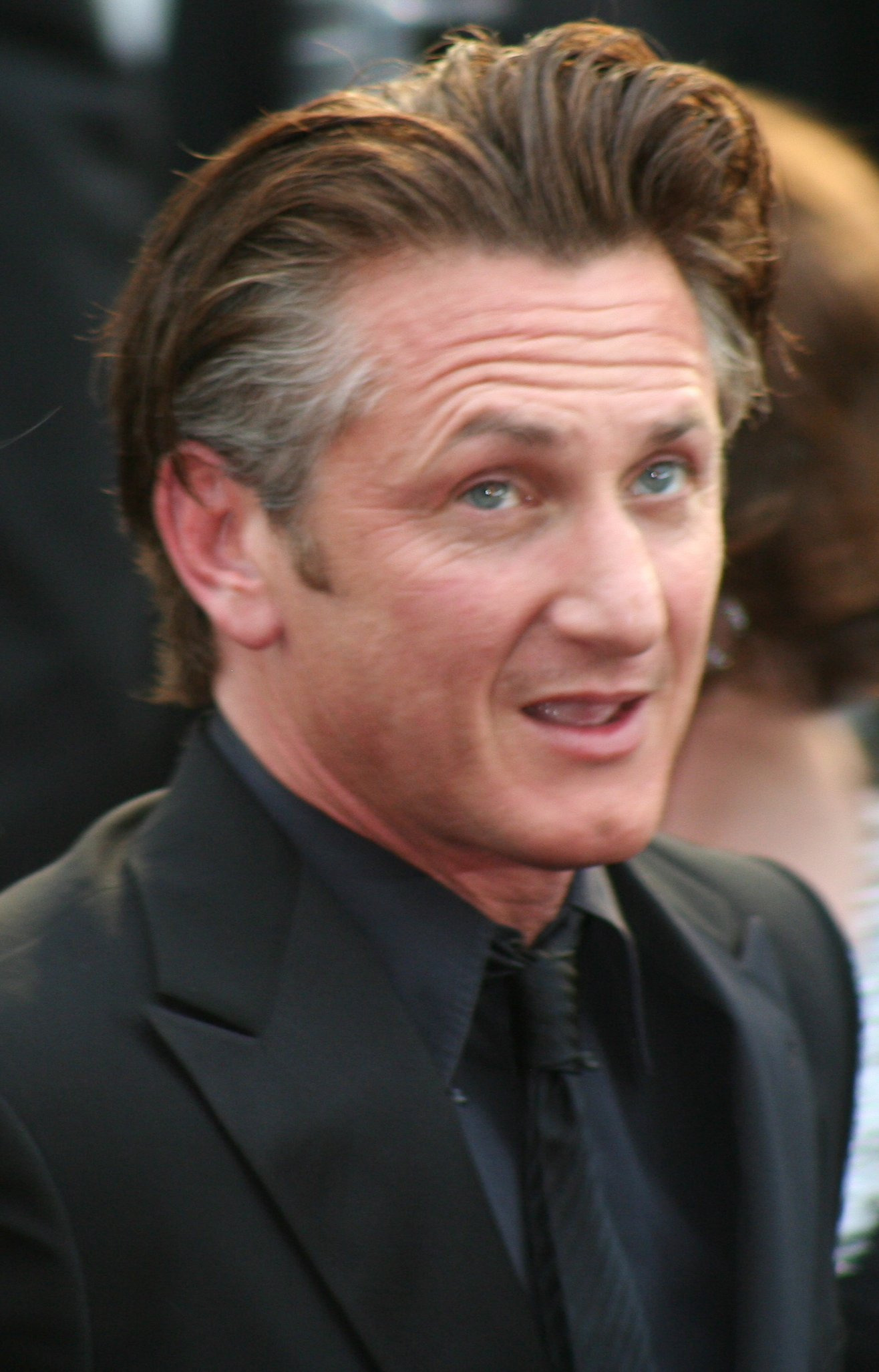
شان پن، Best Actor winner

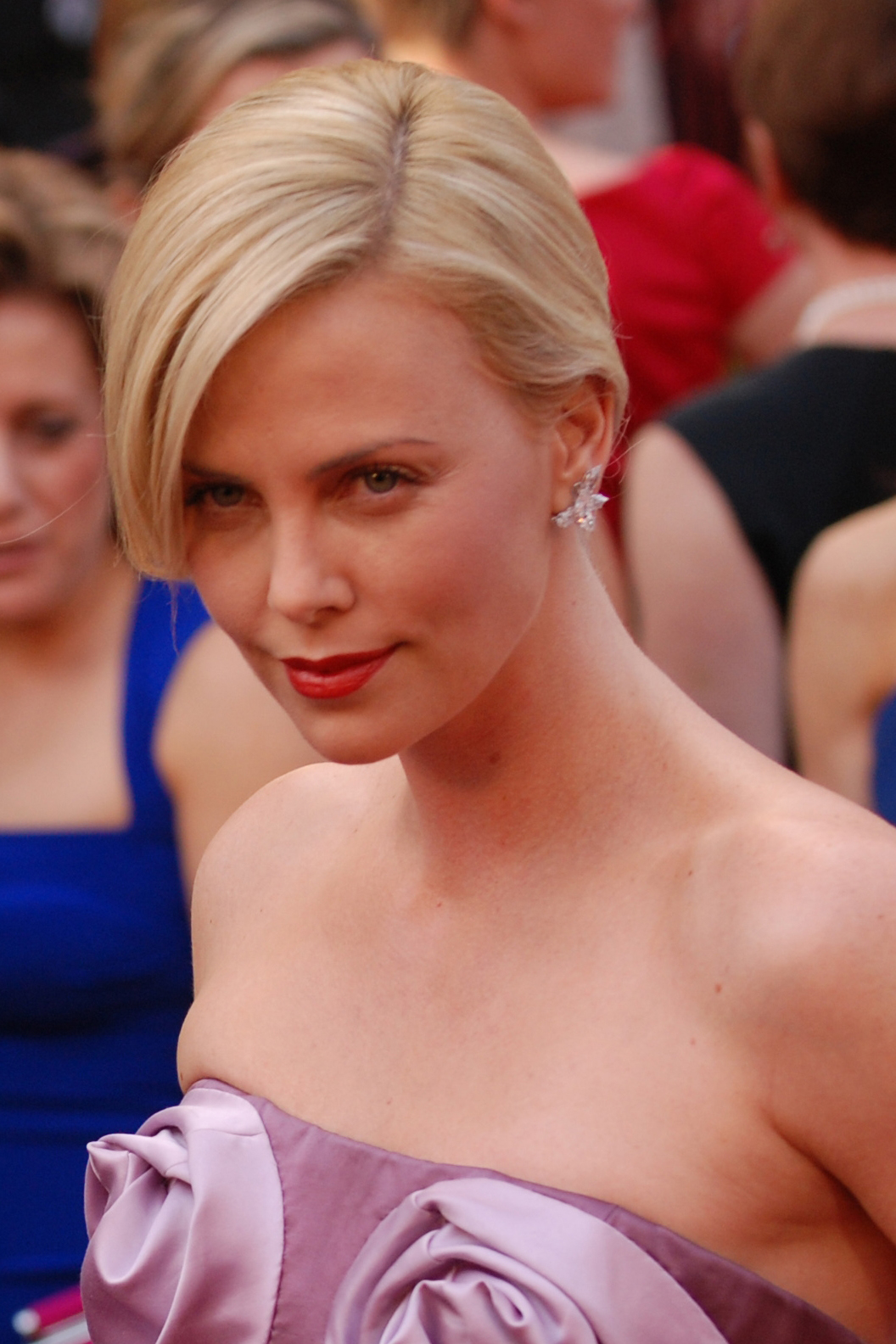
شارلیز ترون، Best Actress winner

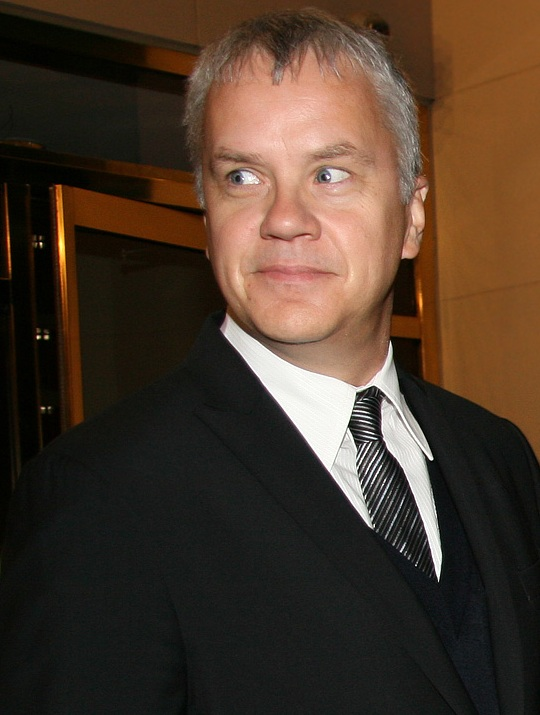
تیم رابینز، Best Supporting Actor winner

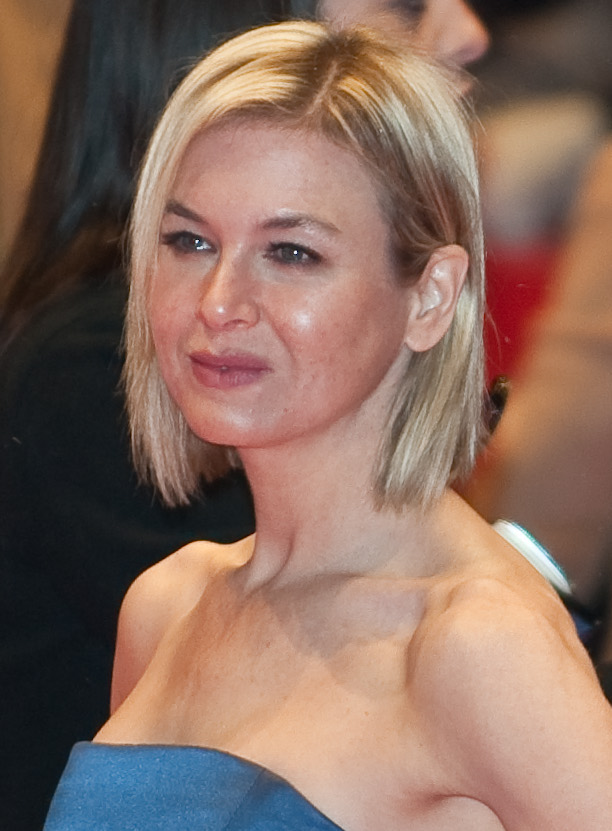
رنی زلوگر، Best Supporting Actress winner

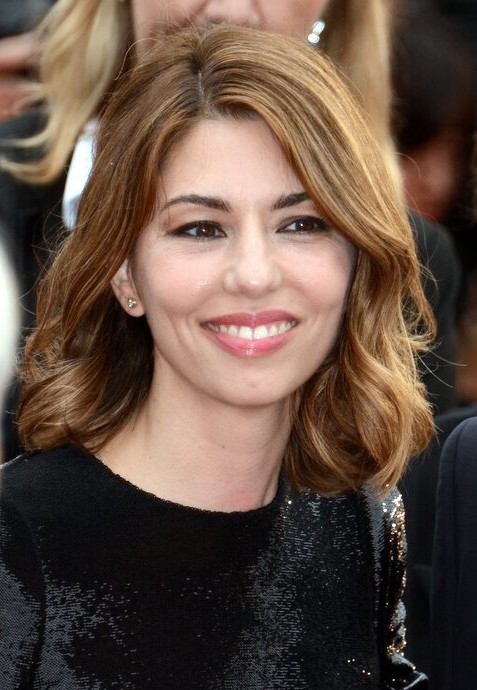
سوفیا کوپولا، Best Original Screenplay winner

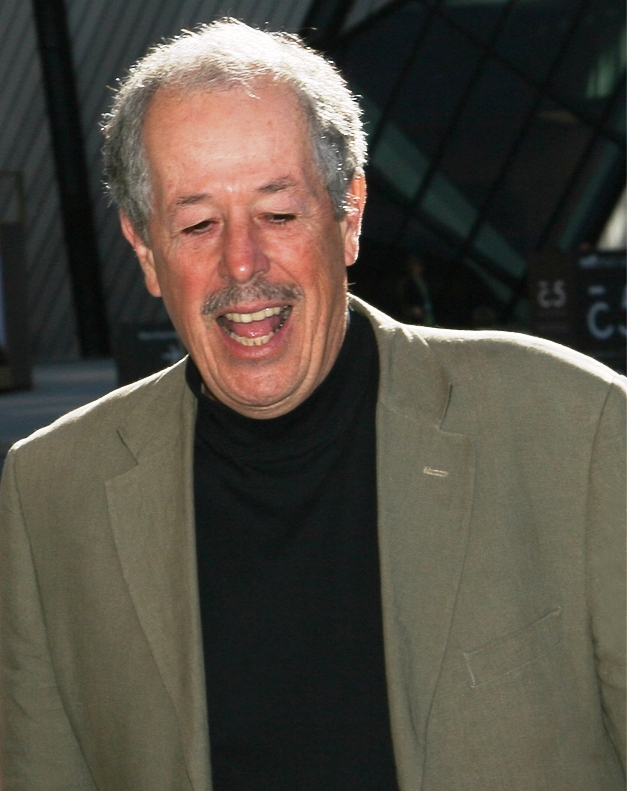
دنیس آرکند، Best Foreign Language Film winner

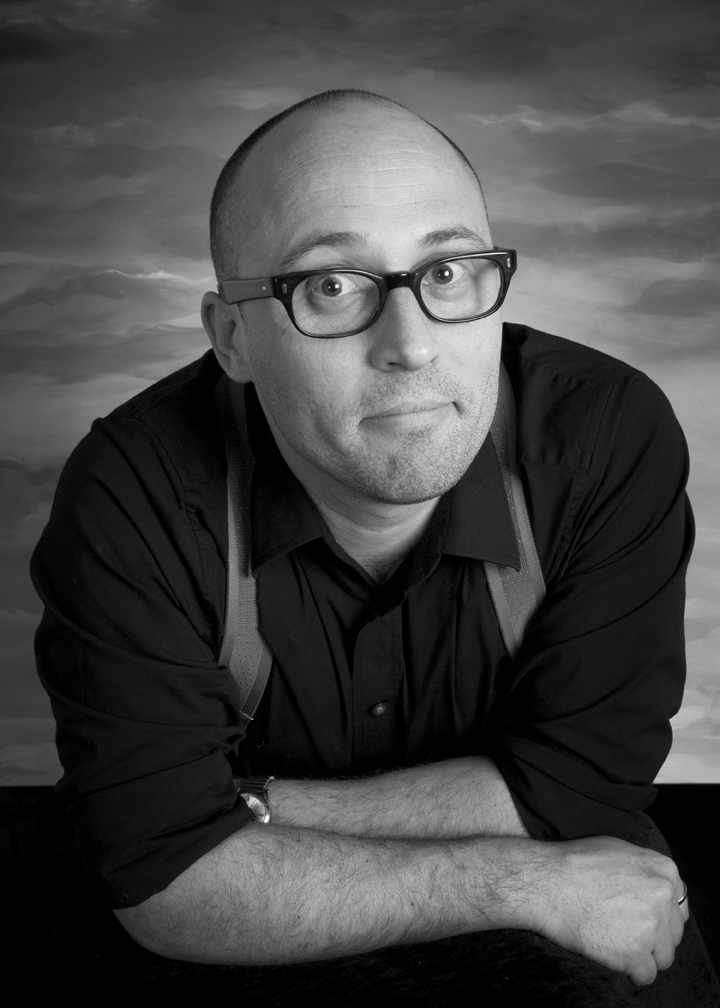
آدام الیوت, Best Animated Short Film winner

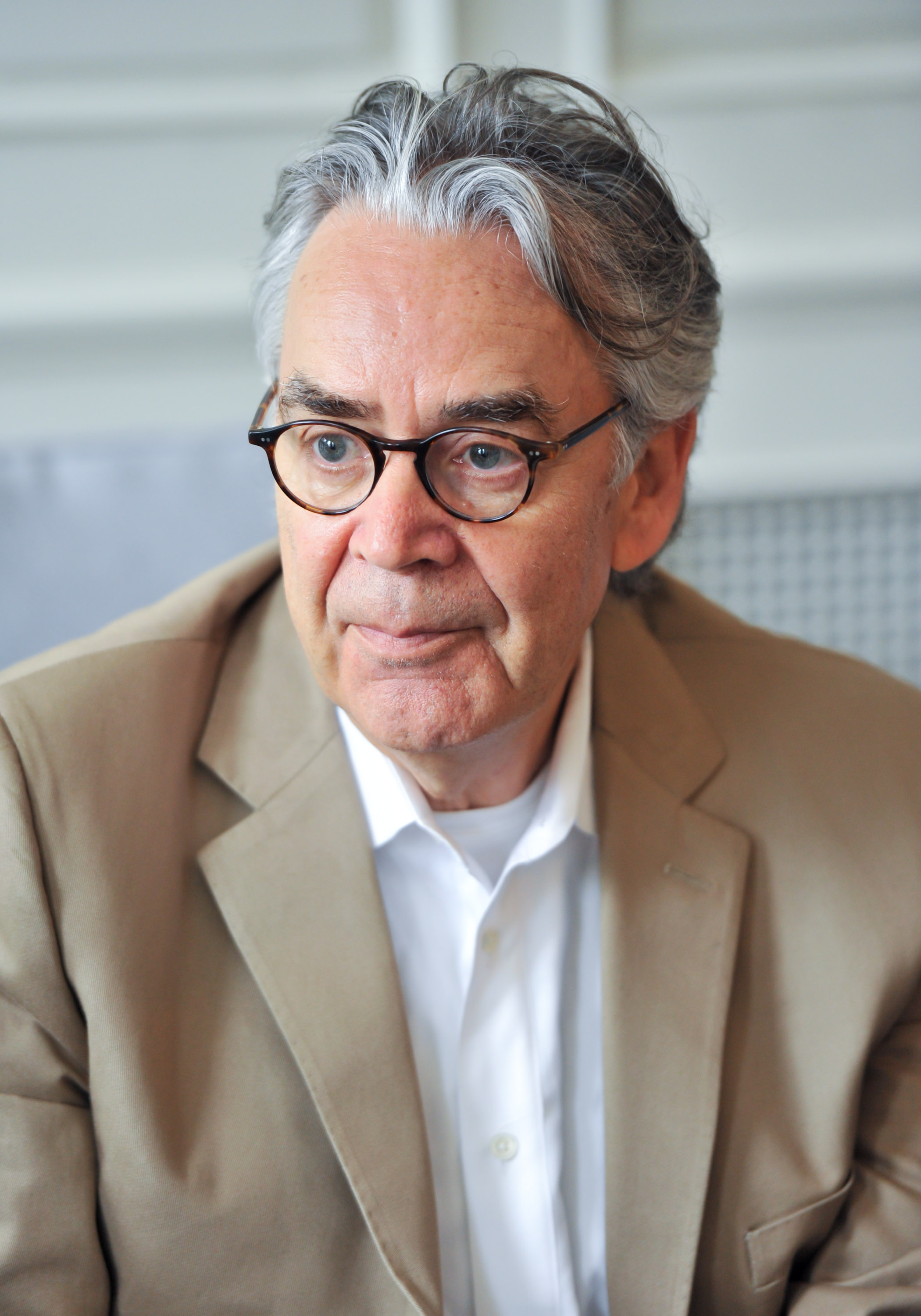
هاوارد شور، Best Original Score winner

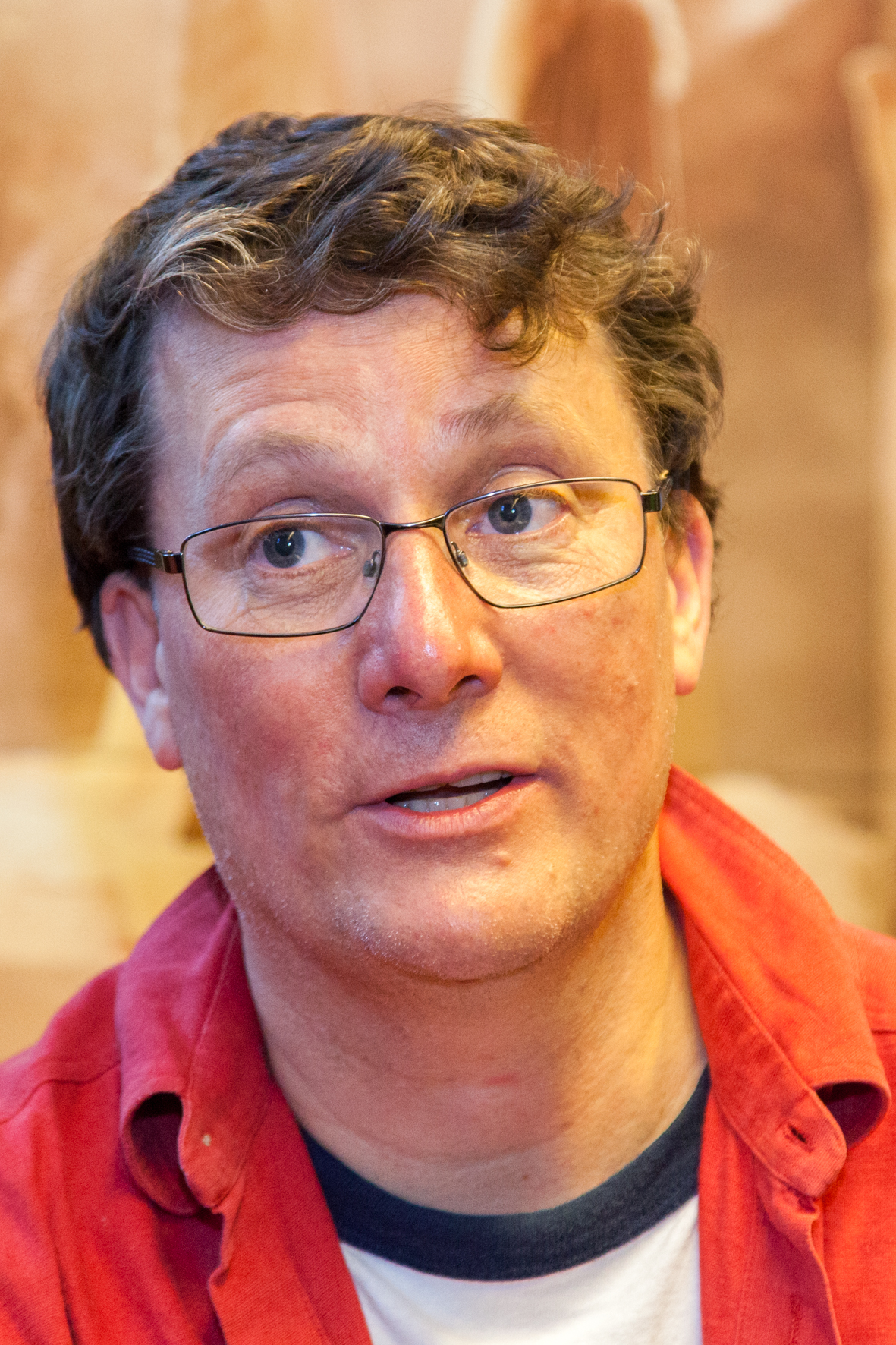
ریچارد تیلر، Best Makeup co-winner

برندگان نخست و در حروف برجسته پررنگ فهرست شده‌اند.
| جایزه اسکار بهترین فیلم - بازگشت پادشاه – پیتر جکسون، فرن والش، باری ام آزبرن - گمشده در ترجمه – سوفیا کوپولا، رس کاتز - ناخدا و فرمانده: آخر دنیا – ساموئل گلدوین جونیور, پیتر ویر، Duncan Henderson - رودخانه میستیک – کلینت ایستوود، Judie C. Hoyt, رابرت لورنتس - سیبیسکوت – کاتلین کندی، فرانک مارشال، گری راس | جایزه اسکار بهترین کارگردانی - پیتر جکسون – بازگشت پادشاه - فرناندو میرلس – شهر خدا - سوفیا کوپولا – گمشده در ترجمه - پیتر ویر – ناخدا و فرمانده: آخر دنیا - کلینت ایستوود – رودخانه میستیک |
| جایزه اسکار بهترین بازیگر نقش اول مرد - شان پن – رودخانه میستیک در نقش Jimmy Markum - جانی دپ – دزدان دریایی کارائیب: نفرین مروارید سیاه در نقش جک اسپارو - بن کینگزلی – خانه‌ای از شن و مه در نقش Massoud Amir Behrani - جود لا – کوهستان سرد در نقش W. P. Inman - بیل مری – گمشده در ترجمه در نقش Bob Harris | جایزه اسکار بهترین بازیگر نقش اول زن - شارلیز ترون – هیولا در نقش آیلین وورنوس - کیشا کاستل-هیوز – سوارکار نهنگ در نقش Paikea Apirana - دایان کیتن – یکی باید کوتاه بیاید در نقش Erika Berry - سامانتا مورتون – در آمریکا در نقش Sarah Sullivan - نائومی واتس – ۲۱ گرم در نقش Cristina "Cris" Williams-Peck |
| جایزه اسکار بهترین بازیگر نقش مکمل مرد - تیم رابینز – رودخانه میستیک در نقش Dave Boyle - الک بالدوین – خنک کننده (فیلم) در نقش Shelley Kaplow - بنیسیو دل تورو – ۲۱ گرم در نقش Jack Jordan - جایمن هانسو – در آمریکا در نقش Mateo Kuamey - کن واتانابه – آخرین سامورایی در نقش Lord Moritsugu Katsumoto | جایزه اسکار بهترین بازیگر نقش مکمل زن - رنی زلوگر – کوهستان سرد در نقش Ruby Thewes - شهره آغداشلو – خانه‌ای از شن و مه در نقش Nadereh Behrani - پاتریشا کلارکسون – تکه‌های آوریل در نقش Joy Burns - مارسیا گی هاردن – رودخانه میستیک در نقش Celeste Boyle - هالی هانتر – سیزده در نقش Melanie Freeland |
| جایزه اسکار بهترین فیلم‌نامه غیراقتباسی - گمشده در ترجمه – سوفیا کوپولا - چیزهای زیبای کثیف – استیون نایت - در جستجوی نمو – اندرو استنتون، باب پیترسون و David Reynolds - در آمریکا – جیم شریدان، Naomi Sheridan و کیرستن شریدان - تهاجم بربرها – دنیس آرکند | جایزه اسکار بهترین فیلم‌نامه اقتباسی - بازگشت پادشاه – پیتر جکسون، فرن والش و فیلیپا بوینس from بازگشت پادشاه by جان رونالد روئل تالکین - American Splendor – Shari Springer Berman و Robert Pulcini from American Splendor by هاروی پکار و Our Cancer Year by Joyce Brabner - شهر خدا – Bráulio Mantovani from City of God by Paulo Lins - رودخانه میستیک – برایان هالگلند from Mystic River by دنیس لهان - سیبیسکوت – گری راس from Seabiscuit: An American Legend by Laura Hillenbrand |
| فهرست جوایز اسکار بهترین فیلم‌های پویانمایی - در جستجوی نمو – اندرو استنتون - خرس برادر – Aaron Blaise و Robert Walker - سه قلوهای بلیول – سیلوین شومه | جایزه اسکار بهترین فیلم خارجی‌زبان - تهاجم بربرها (کانادا) به زبان فرانسوی – دنیس آرکند - Evil (سوئد) in سوئدی – میکل هوفسترم - سامورایی گرگ و میش (ژاپن) به زبان ژاپنی – یامادا یوجی - Twin Sisters (هلند) به زبان هلندی – Ben Sombogaart - Želary (جمهوری چک) به زبان چکی – اوندری ترویان |
| Best Documentary Feature - مه جنگ – ارول موریس و Michael Williams - Balseros – Carlos Bosch و Josep Maria Domenech - Capturing the Friedmans – Andrew Jarecki و Marc Smerling - My Architect – Nathaniel Kahn و Susan Rose Behr - The Weather Underground – Sam Green و Bill Siegel | Best Documentary Short Subject - Chernobyl Heart – Maryann DeLeo - Asylum – Sandy McLeod و Gini Reticker - Ferry Tales – Katja Esson |
| جایزه اسکار بهترین فیلم کوتاه - Two Soldiers – آرون اشنایدر و Andrew J. Sacks - Die Rote Jacke (The Red Jacket) – Florian Baxmeyer - Most (The Bridge) – Bobby Garabedian و ویلیام زابکا - Squash – Lionel Bailliu - (A) Torzija [(A) Torsion] – استفان آرسنیویچ | جایزه اسکار بهترین پویانمایی کوتاه - Harvie Krumpet – آدام الیوت - Boundin' – باد لاکی - Destino – Dominique Monfery و Roy Edward Disney - Gone Nutty – کارلوس سالدانها و John C. Donkin - Nibbles – Christopher Hinton |
| جایزه اسکار بهترین موسیقی فیلم - بازگشت پادشاه – هاوارد شور - ماهی بزرگ – دنی الفمن - کوهستان سرد – گابریل یارد - خانه‌ای از شن و مه – جیمز هورنر - در جستجوی نمو – توماس نیومن | جایزه اسکار بهترین ترانه - "به سوی غرب" from بازگشت پادشاه – موسیقی و ترانه اثر فرن والش، هاوارد شور و آنی لنکس - "A Kiss at the End of the Rainbow" from A Mighty Wind – موسیقی و ترانه اثر مایکل مک‌کین و انت اوتول - "You Will Be My Ain True Love" from کوهستان سرد – موسیقی و ترانه اثر استینگ - "Scarlet Tide" from کوهستان سرد – موسیقی و ترانه اثر تی بون برنت و الویس کاستلو - "سه قلوهای بلیول" from سه قلوهای بلیول – موسیقی اثر Benoît Charest; ترانه اثر سیلوین شومه        |
| جایزه اسکار بهترین تدوین صدا - ناخدا و فرمانده: آخر دنیا – ریچارد کینگ - دزدان دریایی کارائیب: نفرین مروارید سیاه – کریستوفر بویز و George Watters II - در جستجوی نمو – گری رایدستورم و مایکل سیلوز | Best Sound Mixing - بازگشت پادشاه – کریستوفر بویز، مایکل سمانیک، Michael Hedges و Hammond Peek - آخرین سامورایی – Andy Nelson, انا بلمر و Jeff Wexler - سیبیسکوت – Andy Nelson, انا بلمر و Tod A. Maitland - دزدان دریایی کارائیب: نفرین مروارید سیاه – کریستوفر بویز، David Parker, David E. Campbell و Lee Orloff - ناخدا و فرمانده: آخر دنیا – Paul Massey, Doug Hemphill و Art Rochester                                                                                            |
| جایزه اسکار بهترین طراحی صحنه - بازگشت پادشاه – کارگردان هنری: Grant Major; Set Decoration: Dan Hennah و Alan Lee - دختری با گوشواره مروارید – Art Direction: Ben Van Os; Set Decoration: Cecile Heideman - سیبیسکوت – Art Direction: Jeannine Oppewall; Set Decoration: Leslie Pope - آخرین سامورایی – Art Direction: Lilly Kilvert; Set Decoration: Gretchen Rau - ناخدا و فرمانده: آخر دنیا – Art Direction: William Sandell; Set Decoration: Robert Gould | جایزه اسکار بهترین فیلمبرداری - ناخدا و فرمانده: آخر دنیا – راسل بوید - شهر خدا – Cesar Charlone - دختری با گوشواره مروارید – ادواردو سرا - سیبیسکوت – جان شواترزمن - کوهستان سرد – جان سیل |
| Best Makeup - بازگشت پادشاه – ریچارد تیلر و Peter King - دزدان دریایی کارائیب: نفرین مروارید سیاه – Ve Neill و Martin Samuel - ناخدا و فرمانده: آخر دنیا – Edouard Henriques III و Yolanda Toussieng | جایزه اسکار بهترین طراحی لباس - بازگشت پادشاه – نگیلا دیکسون و ریچارد تیلر - دختری با گوشواره مروارید – Dien van Straalen - سیبیسکوت – Judianna Makovsky - آخرین سامورایی – نگیلا دیکسون - ناخدا و فرمانده: آخر دنیا – Wendy Stites |
| جایزه اسکار بهترین تدوین - بازگشت پادشاه – جیمی سلکرک - شهر خدا – Daniel Rezende - ناخدا و فرمانده: آخر دنیا – Lee Smith - کوهستان سرد – والتر مرچ - سیبیسکوت – ویلیام گلدنبرگ | جایزه اسکار بهترین جلوه‌های تصویری - بازگشت پادشاه – Jim Rygiel, Randall William Cook, Alex Funke و Joe Letteri - ناخدا و فرمانده: آخر دنیا – Dan Sudick, Stefen Fangmeier, Nathan McGuinness و رابرت اشترمبرگ - دزدان دریایی کارائیب: نفرین مروارید سیاه – جان نول, Hal Hickel, Charles Gibson و Terry Frazee |

## جایزه اسکار افتخاری
- بلیک ادواردز – In recognition of his writing, directing and producing an extraordinary body of work for the screen.[۷]

## فیلم‌های با بیش از یک جایزه یا نامزدی
| Nominations | Film                                     |
| ----------- | ---------------------------------------- |
| 11          | بازگشت پادشاه                            |
| 10          | ناخدا و فرمانده: آخر دنیا                |
| ۷           | کوهستان سرد                              |
| ۷           | سیبیسکوت                                 |
| 6           | رودخانه میستیک                           |
| 5           | دزدان دریایی کارائیب: نفرین مروارید سیاه |
| ۴           | شهر خدا                                  |
| ۴           | در جستجوی نمو                            |
| ۴           | آخرین سامورایی                           |
| ۴           | گمشده در ترجمه                           |
| ۳           | دختری با گوشواره مروارید                 |
| ۳           | خانه‌ای از شن و مه                        |
| ۳           | در آمریکا                                |
| ۲           | تهاجم بربرها                             |
| ۲           | سه قلوهای بلیول                          |
| ۲           | ۲۱ گرم                                   |

| Awards | Film                      |
| ------ | ------------------------- |
| 11     | بازگشت پادشاه             |
| ۲      | ناخدا و فرمانده: آخر دنیا |
| ۲      | رودخانه میستیک            |

## به یادبود
The annual In Memoriam tribute was presented by Academy President Frank Pierson. The montage featured an excerpt of "The Love of the Princess" from The Thief of Baghdad, composed by میکلوش روژا (بن هور, طلسم‌شده, کجا می‌روی, شاه شاهان, ال سید).
| - گریگوری پک - وندی هیلر - دیوید همینگز - هوپ لانگ - George Axelrod - چارلز برانسون - مایکل جیتر - دیوید نیومن - ران اونیل - آرت کارنی - الیا کازان - لنی ریفنشتال - کارن مورلی - بادی ابسن - جان شلزینجر | - استن برکج - ری استارک - Andrew J. Kuehn - جان ریتر - هیوم کرونین - بودی هکت - مایکل کامن - John Gregory Dunne - رابرت استاک - آلن بیتس - گرگوری هاینز - جک ایلام - جین کرین - ان میلر - دانالد اوکانر |